# Differenzierung (Didaktik)
Differenzierung ist ein Begriff aus der Didaktik. Er bezeichnet die Bemühungen, durch organisatorische und methodische Maßnahmen den individuellen Begabungen, Fähigkeiten, Neigungen und Interessen einzelner Schüler oder Schülergruppen innerhalb einer Schule oder Klasse gerecht zu werden (siehe Heterogenität). Dabei wird grundsätzlich zwischen Formen der Binnendifferenzierung (Maßnahmen zur Differenzierung im Unterricht) und äußeren Differenzierung (Maßnahmen zur Einteilung der Schüler in möglichst homogene Gruppen, zum Beispiel Jahrgangsklassen, Förderkurse aber auch in verschiedene Schularten) unterschieden. Differenzierung kann als Individualisierung des Lernens in einer größeren Lerngruppe begriffen werden.

## Eigenschaften
Durch Differenzierung haben Schüler die Möglichkeit, in unterschiedlichen Angeboten zu üben und ihre Stärken einzubringen. Sie lernen ihre Schwächen kennen und versuchen, diese zu verbessern. Dies geschieht durch regelmäßige Rückmeldungen über ihr Können (von Lehrer und Mitschülern). Sie haben außerdem auch die Möglichkeit, selbst Rückmeldung über ihren Lernerfolg zu geben.
- Lernen wird als ein individueller, selbst gesteuerter Prozess gesehen, der systematische Unterstützung, Anleitung, Anregung, Begleitung, Reflexion, Beurteilung und vor allem anspruchsvolle, problemorientierte Lernarrangements benötigt.
- Differenzierung zielt grundsätzlich auf die Stärkung der Lernenden und ihrer Potenziale.
- Differenzierung ist durch Ermutigung, Empathie und Unterstützung gekennzeichnet.
- Differenzierung ist ein zentrales Element des Unterrichts. Es zielt auf eine Förderung von Lernkompetenz und Lernentwicklung im Fach.
- Differenzierung verlangt die Entwicklung von Förderkonzepten, die nach Möglichkeit im Bereich der Elementarerziehung beginnen und in Grundschulen und weiterführenden Schulen aufgegriffen und fortgeschrieben werden.
- Differenzierung zielt auf konkrete Maßnahmen und Projekte und verfolgt deren Wirkung.

## Formen der Differenzierung

### Äußere Differenzierung
Äußere Differenzierung oder Außendifferenzierung bedeutet die Förderung von Lernenden in (vermeintlich) homogenen Teilgruppen, die über längere Zeit bestehen bleiben.
Äußere Differenzierung hat zum Ziel, die Heterogenität der Schülerschaft aufzulösen, indem Schüler insbesondere nach den Kriterien von prognostizierter Leistungsfähigkeit, Alter, Interesse und Geschlecht dauerhaft in einheitliche Lerngruppen eingeteilt werden. Als wirkmächtiges Beispiel für äußere Differenzierung kann in der Bundesrepublik Deutschland das gegliederte Schulsystem gelten, in dem Schüler nach dem Kriterium der Leistungsfähigkeit allgemein klassifiziert und räumlich voneinander getrennt werden, um relativ leistungshomogene Schulgemeinschaften zu bilden. Enge Verwandtschaft ist hier zum Begriff der Selektion angezeigt, wobei letzterer umgangssprachlich wesentlich negativer konnotiert ist, weil mit ihm die Willkür des Auswahlprozesses stärker assoziiert wird (siehe Bildungsbenachteiligung).
Ein Beispiel für äußere Differenzierung nach Alter ist das System der Jahrgangsstufen. Gruppenbildung nach Interesse liegt der Idee von Wahlkursen zugrunde. Vereinheitlichung von Lernverbänden dem Geschlecht nach war bis in die 1960er Jahre hinein verbreitet (Monoedukation), wird heute jedoch nur noch vereinzelt praktiziert.

### Binnendifferenzierung
Binnendifferenzierung oder innere Differenzierung bezeichnet die individuelle Förderung einzelner Lernender innerhalb der bestehenden Lerngruppe. Ziel der Binnendifferenzierung ist nicht größtmögliche Auflösung von Heterogenität, sondern der produktive Umgang mit ihr. So wird die Vielfalt der Begabungen und Interessen innerhalb einer Lerngruppe im Sinne eines gegenseitigen fruchtbaren Austausches verstärkt als Chance aufgefasst.
Binnendifferenzierung kommt insbesondere da zum Zuge, wo zugunsten gemeinsamen Lernens auf institutionelle Trennung verzichtet wird (integrierte Gesamtschule, integrative Pädagogik).
In der Schule kann dies beispielsweise durch Projektarbeiten oder ein vielfältiges Themenangebot geschehen. Eine weitere Möglichkeit der inneren Differenzierung stellt der Wochenplanunterricht dar, der vor allem in der Grundschule weite Verbreitung gefunden hat.
Bei der Binnendifferenzierung kommen alle planerischen und methodischen Maßnahmen der Lehrer zum Tragen, die die individuellen Unterschiede der Schüler einer Lerngruppe dahingehend berücksichtigen sollen, dass möglichst alle einen ihnen gemäßen Weg finden zur Erreichung der Lernziele im Speziellen und zur Auslotung ihrer kognitiven Potentiale im Allgemeinen. Binnendifferenzierende Maßnahmen können sich dabei auf die Zugänge zum Lerninhalt (wie beispielsweise beim Werkstattunterricht), auf die Qualität oder die Quantität der Lernaufgaben oder auf die Medien beziehen.
Bedeutsam für den Lehrenden dabei ist, über alle möglichen Dimensionen der Unterschiedlichkeit informiert zu sein, um eine effektive Berücksichtigung zu ermöglichen. Dabei sind beispielsweise ökosystemische Ansätze hilfreich zur Bestimmung der extraindividuellen Dimensionen wie z. B. Familie, Peergroup.
Auf der intraindividuellen Seite kommen persönlichkeitspsychologische Überlegungen zum Tragen. Damit lassen sich weiter kognitive (bspw. intellektuelle Kompetenzen) von nichtkognitiven Dimensionen trennen. Letztere können sein:
- Interesse
- Leistung/Leistungsmotivation
- Entwicklungsstand
- Vorwissen, Präkonzepte/Alltagstheorien
- Lernstrategien/epistemologische Überzeugungen (Überzeugungen davon, wie Wissen strukturiert und beschaffen ist und wie es erworben und behalten wird)
- Attributionsmuster

## Möglichkeiten der Umsetzung

### Konvergente Differenzierung
Bei der konvergenten Differenzierung werden die Schüler von verschiedenen Ausgangsniveaus zum gleichen Ziel gebracht. Die Differenzierung kann durch den Einsatz verschiedener Hilfen (z. B. andere Aufgaben, Tipps und Hilfestellungen, Lernhilfen, Unterstützung des Lehrers) erfolgen.
Das Problem der konvergenten Differenzierung besteht in der Unterforderung leistungsstarker Schüler. Diesen müssen zusätzliche Anreize gegeben werden, zum Beispiel durch Auftragen anderer Aufgaben (zum Beispiel anderen Schülern helfen) oder durch Erschwerung der Aufgaben (zum Beispiel keinen Taschenrechner verwenden).

### Divergente Differenzierung
Bei der divergenten Differenzierung wird vom gleichen Ausgangsniveau ausgegangen, die Schüler erreichen aber am Ende je nach Niveau verschiedene Anforderungsstufen. Zu Beginn führen alle Schüler die gleichen Aufgaben aus. Je nach Lerntempo erreichen einige Schüler die nächste Übungs- und damit Lernstufe früher und kommen am Ende weiter, langsamer Lernende arbeiten länger an einer Stufe oder bearbeiten leichtere Aufgaben.
Probleme der divergenten Differenzierung:
- Sie kann zu Frustrationen der Leistungsschwachen führen
- Der Leistungsgedanke wird in der Schule stärker verankert
- Es erfolgt eine Trennung in Leistungsgruppen (ähnlich der äußeren Differenzierung, nur innerhalb einer Klasse)
- Das soziale Lernen (voneinander lernen, helfen) wird gehemmt

### Individualisierung
Individualisierung (siehe auch individualisiertes Lernen) beschreibt den Anspruch, den ein Lehrer an sich und seinen Unterricht stellt. Er möchte dabei individuelle Lernvoraussetzungen und -wünsche berücksichtigen und den Unterricht entsprechend gestalten. Im Extremfall lernt dann jeder einzelne Schüler etwas anderes. Differenzierung ist eine Möglichkeit oder eher der Versuch des Lehrers, diesem Anspruch gerecht zu werden. Kurz: Differenzierung ist ein Weg, (das Prinzip der) Individualisierung zu erreichen.
Nach Bönsch (1995) können Differenzierungskriterien und -möglichkeiten nur auf „mittlerer Ebene“ Lösungshilfen anbieten, d. h. nur für Lernergruppen innerhalb der Klasse. Differenzierung wird dann zur Individualisierung, wenn der Lerner bei seinen eigenen Möglichkeiten „abgeholt“ wird (Bönsch, 1995), d. h. Lernen dort beginnt, wo es für den Schüler anfängt, neu zu werden. Im Konstruktivismus würde man dort anfangen, wo der Schüler perturbiert, gestört wird, wo also ein kognitiver Konflikt aufgerufen wird.

## Gründe für Differenzierung
Der Unterricht in größeren Jahrgangsklassen bietet nur geringe Möglichkeiten, auf die individuellen Fähigkeiten und Interessen, die sich innerhalb der Fächer herausbilden, einzugehen. Ziel der Differenzierung ist jedoch die Optimierung der Lernprozesse. Die Methode verfolgt den Zweck, der Individualität des einzelnen Schülers gerecht zu werden, den sehr unterschiedlichen Lernvoraussetzungen, Fähigkeiten und Interessen entgegenzukommen. Es gilt, die fördernden und hemmenden Bedingungen dabei zu berücksichtigen. Weiterhin lassen sich auch durch Einteilung in Fördergruppen die von den Lehrplänen geforderten Kompetenzen fördern und Lerndefizite abzubauen. Ein gleichgeschalteter Unterricht, der sich am Durchschnitt der Schüler orientiert, birgt die Gefahr, dass es zu Frustration, Lernmüdigkeit oder Wissenslücken kommen kann.
Differenzierung hat aber auch einen Sachaspekt auf der Seite des Lerngegenstands: Die moderne, globalisierte Welt stellt höhere Ansprüche an das Lernen und die Schüler. Die Sachfragen sind komplizierter geworden. Die Probleme müssen unter verschiedenen Gesichtspunkten betrachtet werden. Dieser Tatsache muss der Unterricht Rechnung tragen. Die Forderung nach Differenzierung begründet sich damit einerseits aus der Vielfalt der Aspekte des Lerngegenstands, andererseits aus den sehr unterschiedlichen Lernvoraussetzungen des einzelnen Schülers: Daraus folgt didaktisch, dass einerseits der Lerngegenstand methodisch in seiner Vielfalt an Aspekten herauszuarbeiten ist und andererseits dem Schüler ein möglichst persönlichkeitsgerechter Zugang durch Berücksichtigung seiner speziellen Lernzugänge und Lernfähigkeiten ermöglicht werden sollte. Differenzierung bedeutet also Mehrperspektivität aufseiten des Lerngegenstands und Mehrdimensionales Lernen aufseiten des Schülers.

## Hemmnisfaktoren der Differenzierung
Die Zurückhaltung bei der Differenzierung in der Schulpraxis hat mehrere Gründe:
- Höherer Aufwand: Differenzierung erfordert einen höheren zeitlichen und materiellen Aufwand in der Vorbereitung und bei der Durchführung von Unterricht.
- Zeitmangel: Die vom Lehrplan vorgegebenen Bildungsstandards beengen das Praktizieren aufwändigerer Methoden.
- Methodenunkenntnis und mangelnde Vorbereitung durch die Lehrerausbildung: Fehlendes Wissen über die Realisierung von Differenzierung.[8]
- Kontrollangst: Unsicherheit, einen Teil der eigenen Kontrolle über den Unterricht an die Schüler weiterzugeben oder durch negative Vorerfahrungen, eventuell auch von Kollegen.
- Gewohnheit: Reproduzierung eines als Schüler früher erlebten, am Durchschnittsschüler orientierten Unterrichts.
- Klassengröße: Die Klassengröße erlaubt keine sinnvollen Differenzierungsmaßnahmen.
- Bewertbarkeit der Leistung: Innerhalb einer Klasse der Regelschule gelten die gleichen Bewertungskriterien, um Noten zu generieren. Bekommen Schüler unterschiedliche Lernniveaus angeboten, ist es nicht möglich, gerechte (im Sinne von sozial vergleichbaren) Leistungsabfragen zu erstellen.